# قصر عابدين
قصر عابدين، هو أحد أشهر قصور مصر التاريخية. شهد الكثير من الأحداث منذ العهد الملكي وحتى نشأة القاهرة الحديثة.
يُعد قصر عابدين تحفة تاريخية نادرة بالشكل الذي حوّله إلى متحف يعكس الفخامة التي شُيّد بها القصر والأحداث الهامة التي شهدها منذ العصر الملكي وحتى قيام ثورة يوليو 1952.
ويحرص الكثير من المهتمين بالمتاحف على زيارته؛ حيث يُعد من أهم وأشهر القصور التي شيّدت خلال حكم أسرة محمد علي باشا لمصر؛ حيث كان مقراً للحكم من العام 1872 حتى العام 1952.
شهد القصر أحداثاً لها دوراً كبيراً في تاريخ مصر الحديث والمعاصر، كما أنه يُعد البداية الأولى لظهور القاهرة الحديثة ففي نفس الوقت الذي كان يجرى فيه بناء القصر أمر الخديوي إسماعيل بتخطيط القاهرة على النمط الأوروبي من ميادين فسيحة وشوارع واسعة وقصور ومباني وجسور على النيل وحدائق غنية بالأشجار وأنواع النخيل والنباتات النادرة.

## البناء
أمر ببناء القصر الخديوي إسماعيل فور توليه الحكم في مصر العام 1863.

## التسمية
ويرجع اسم القصر إلى عابدين بك أحد القادة العسكريين في عهد محمد علي باشا وكان يمتلك قصراً صغيراً في مكان القصر الحالي فاشتراه إسماعيل من أرملته وهدمه وضم إليه أراضي واسعة ثم شرع في تشييد هذا القصر.

## وصف القصر

### القاعات والصالونات
يحتوى القصر على قاعات وصالونات تتميز بلون جدرانها فالصالون الأبيض والأحمر والأخضر تستخدم في استقبال الوفود الرسمية أثناء زيارتها لمصر.

### المكتبة
إضافة إلى مكتبة القصر التي تحوى نحو مايقرب من 55 ألف كتاب.

### المسرح
كما يحتوى القصر على مسرح يضم مئات الكراسي المذهبة ويحتوي أيضا على أماكن معزولة بالستائر خاصة بالسيدات ويستخدم الآن في عرض العروض المسرحية الخاصة للزوار والضيوف.

### أجنحة الضيافة
ويوجد بداخل القصر العديد من الأجنحة مثل الجناح البلجيكي الذي صمم لإقامة ضيوف مصر المهمين، وسمي كذلك لأن ملك بلجيكا هو أول من أقام فيه، ويضم هذا الجناح سريراً يعتبر من التحف النادرة نظراً لما يحتويه من الزخارف والرسومات اليدوية.

### المتاحف
ويوجد به عدة متاحف في غاية من الثراء التاريخي؛ حيث كان أبناء وأحفاد الخديوي إسماعيل الذين حكموا مصر من بعده مولعين بوضع لمساتهم على القصر وعمل الإضافات التي تناسب ميول وعصر كل منهم. وقد تم ترميم كل منها ترميماً معمارياً وفنياً شاملاً، وقد شملت هذه الأعمال تطوير وتحديث متحف الأسلحة بإعادة تنسيقه وعرض محتوياته بأحدث أساليب العرض مع إضافة قاعة إلى المتحف خصصت لعرض الأسلحة المختلفة التي تلقاها رؤساء مصر من الجهات الوطنية المختلفة.
وقد ربط مجمع للمتاحف المتنوعة بخط زيارة واحد يمر من خلاله الزائر بحدائق القصر. وهذه المتاحف هي:

#### متحف الأوسمة والنياشين
ويوجد به مجموعات من الأوسمة والنياشين، صنع بعضها في مصر، والآخر في أوروبا وأمريكا وأفريقيا وشتى بلاد العالم. وأغلبها منح لأفراد العائلة الملكية بالإهداء أو بالشراء.

#### متحف الأسلحة
يتكون من قسم للأسلحة البيضاء، وبه مجموعات نادرة من شتى بلاد العالم من عصور مختلفة. وأشهر معروض هو سيف للسلطان العثماني سليم الأول.
وقسم للأسلحة النارية وبه مختلف أنواع الأسلحة النارية من حيث الندرة والتنوع وأساليب الصناعة. وأشهرها أسلحة تخص نابليون بونابرت الإمبراطور الفرنسي. وهناك ساحة للمدافع وهي ساحة عرض مفتوحة توجد بها مدافع من طرز مختلفة، بعضها صنع في مصر في عهد محمد علي باشا.

#### متحف الفضيات
وهو مخصص لمقتنيات أسرة محمد علي باشا من أدوات وأواني من الفضة والكريستال والبلور الملون وغيرها من التحف النادرة.
وبه تعرض تحف نفيسة لأسرة محمد علي باشا من فضيات وكريستالات وتحف تستخدم في تناول الأطعمة والمشروبات وأغلبها عليه التاج الملكي وعلى البعض منها أسماء أصحابها أو الأحرف الأولى منها.
وبه العديد من الأواني الصينية. وكذلك مجموعة كبيرة من الكريستال. وكذلك مجموعة من التحف النادرة من أعمال الفنان التشكيلي إميل جاليه، وهي على شكل قنينات وزهريات وزجاجات عطر.

#### متحف الصيد
وكان في البداية ممرا طويلا ملاصقا للسور الشمالي للقصر، ويطل على الحديقة. فتم تحويله ليناسب عرض المقتنيات التي تم جمعها من القصور والاستراحات الملكية الخاصة بكل من الملك فاروق والأمير يوسف كمال، اللذين عرف كل منهما بحب الصيد. افتتح المتحف عام 1963.
ويشمل المتحف على طيور وحيوانات وزواحف محنطة وقرون غزلان وأيائل وجاموس، وتمساح صيد من جنوب أسوان. بجانب مجموعات من الفراشات الملونة النادرة، ومجموعات من الطيور المهاجرة مثل النسور والصقور.
ويعد أشهر المعروضات في ذلك المتحف هو عقد خاص بالملكة فريدة الزوجة الأولى للملك فاروق، وهو مصنوع من الذهب المحلى برؤوس عصافير حقيقية مركب بها مناقير من الذهب، ومجموعة رائعة من أسلحة الصيد الثمينة.

## معرض صور

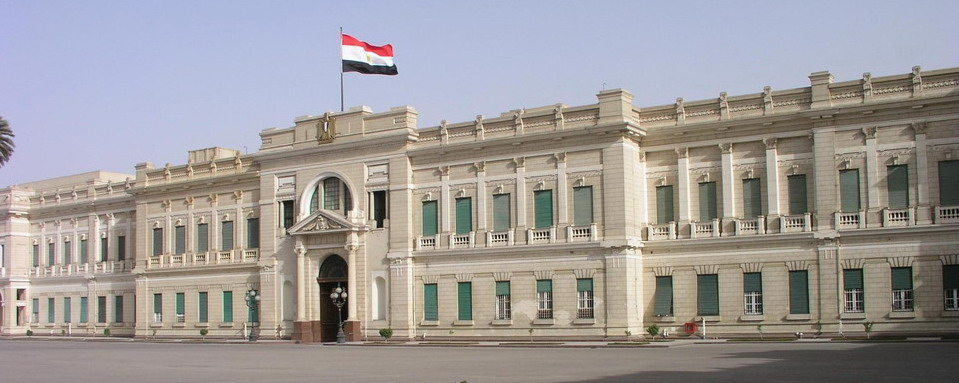
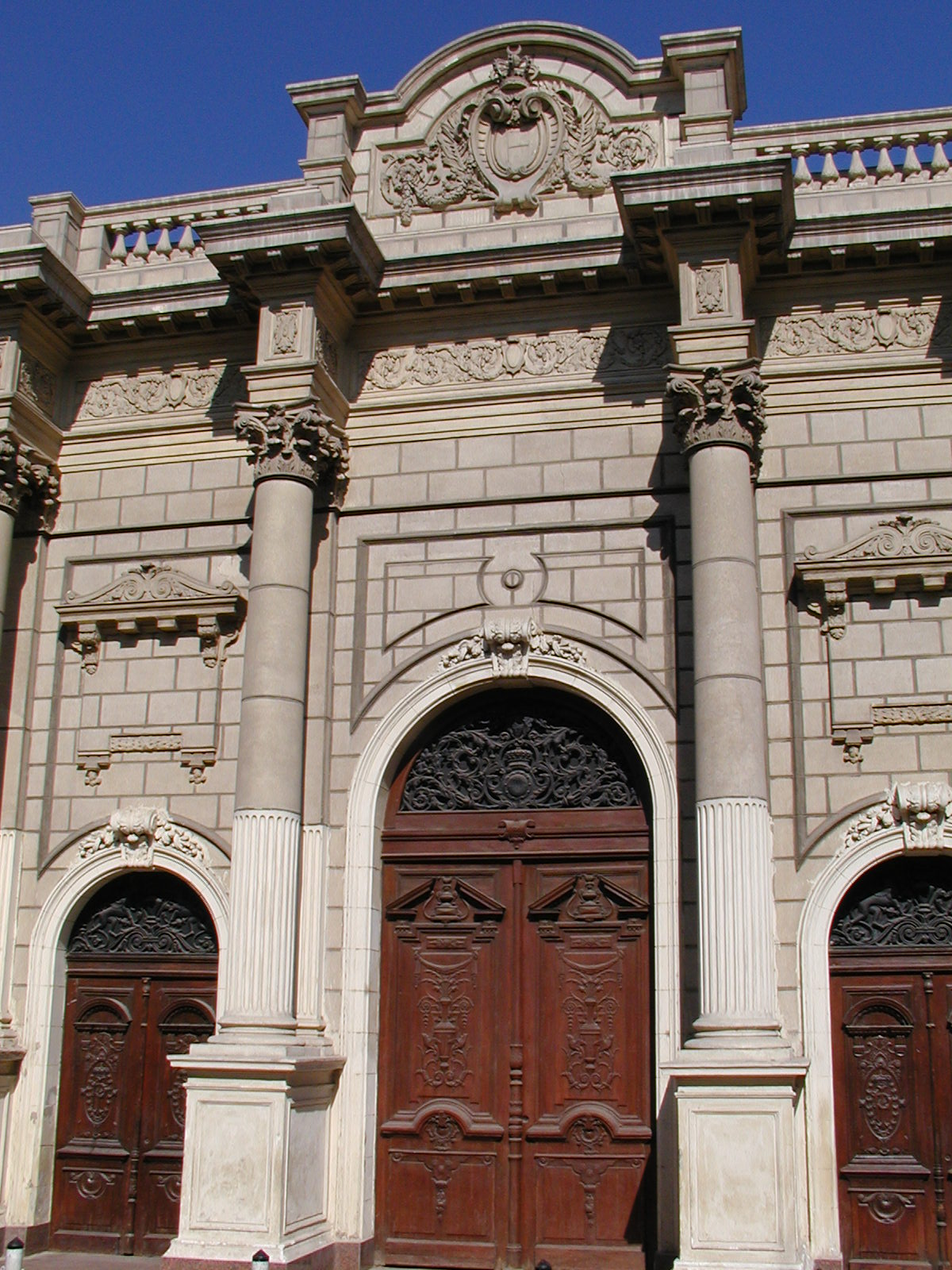
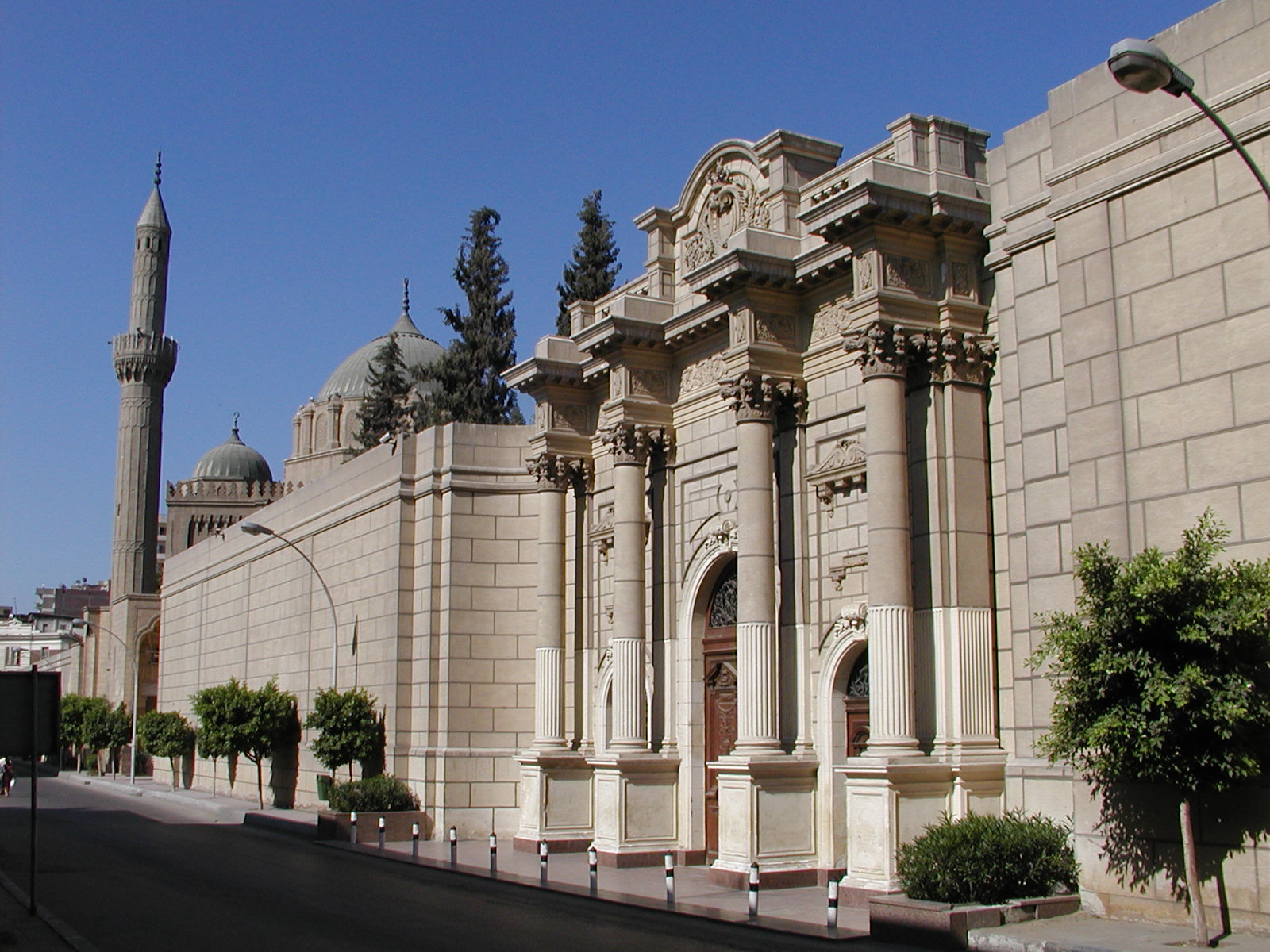
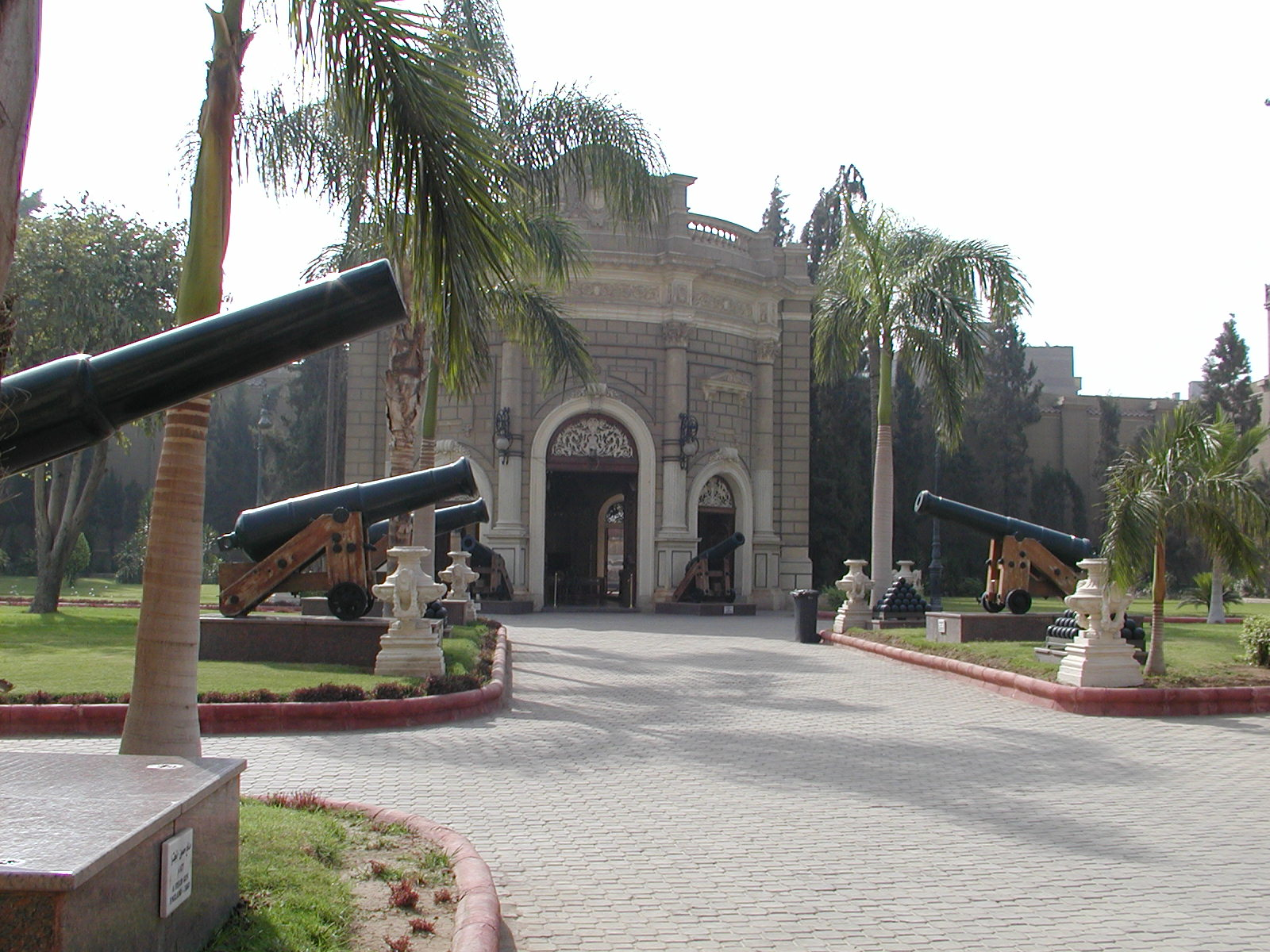
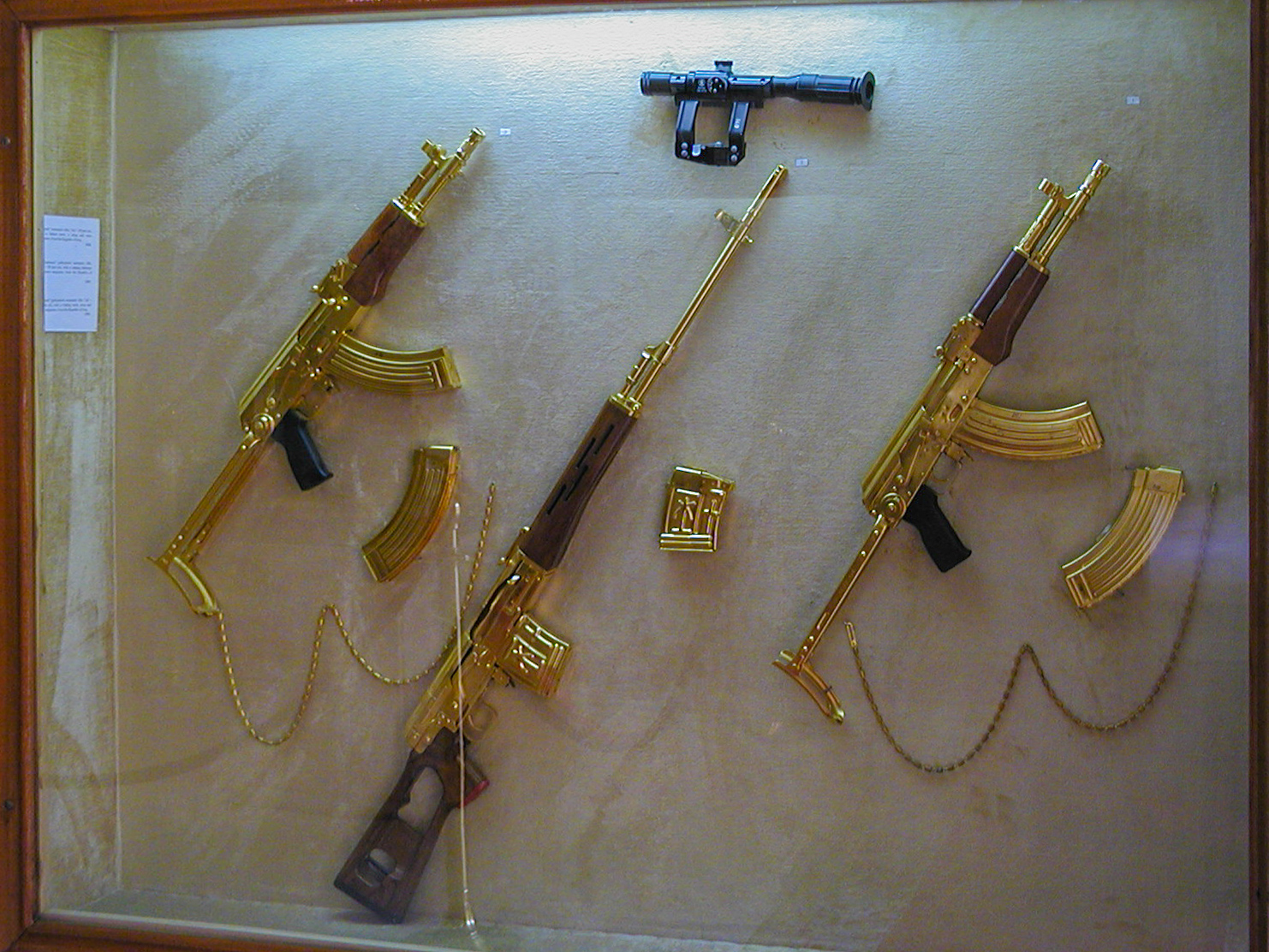
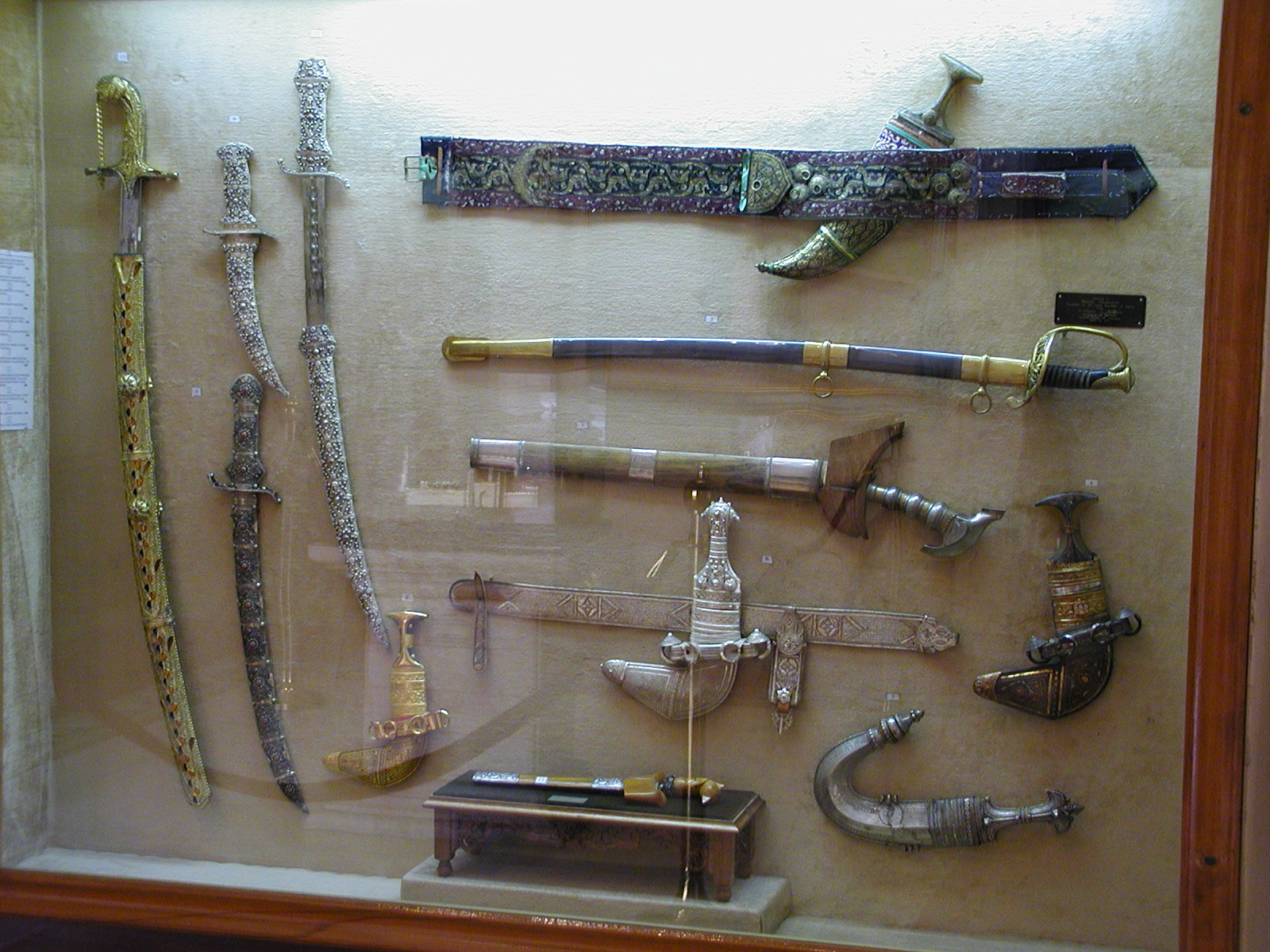
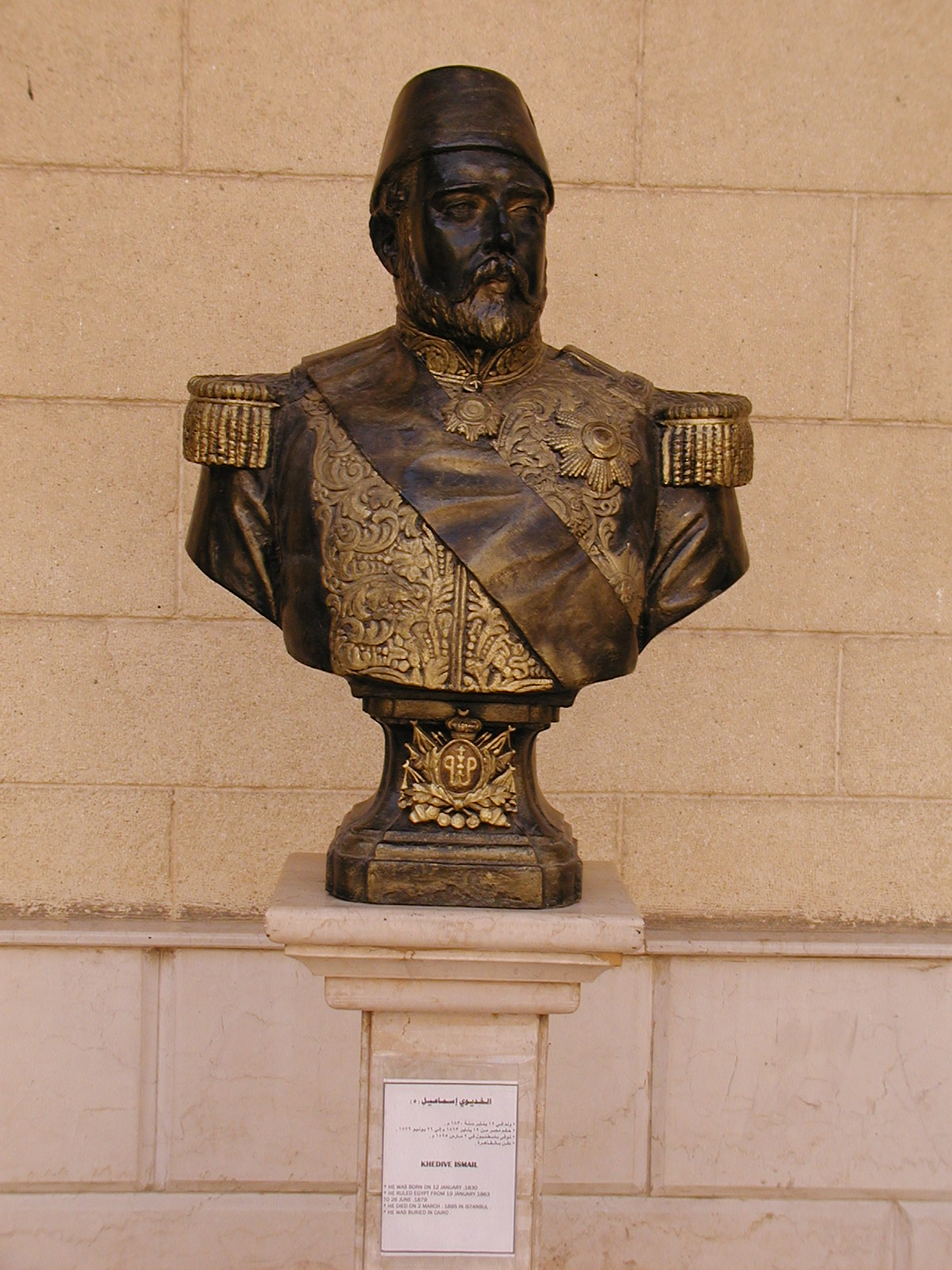
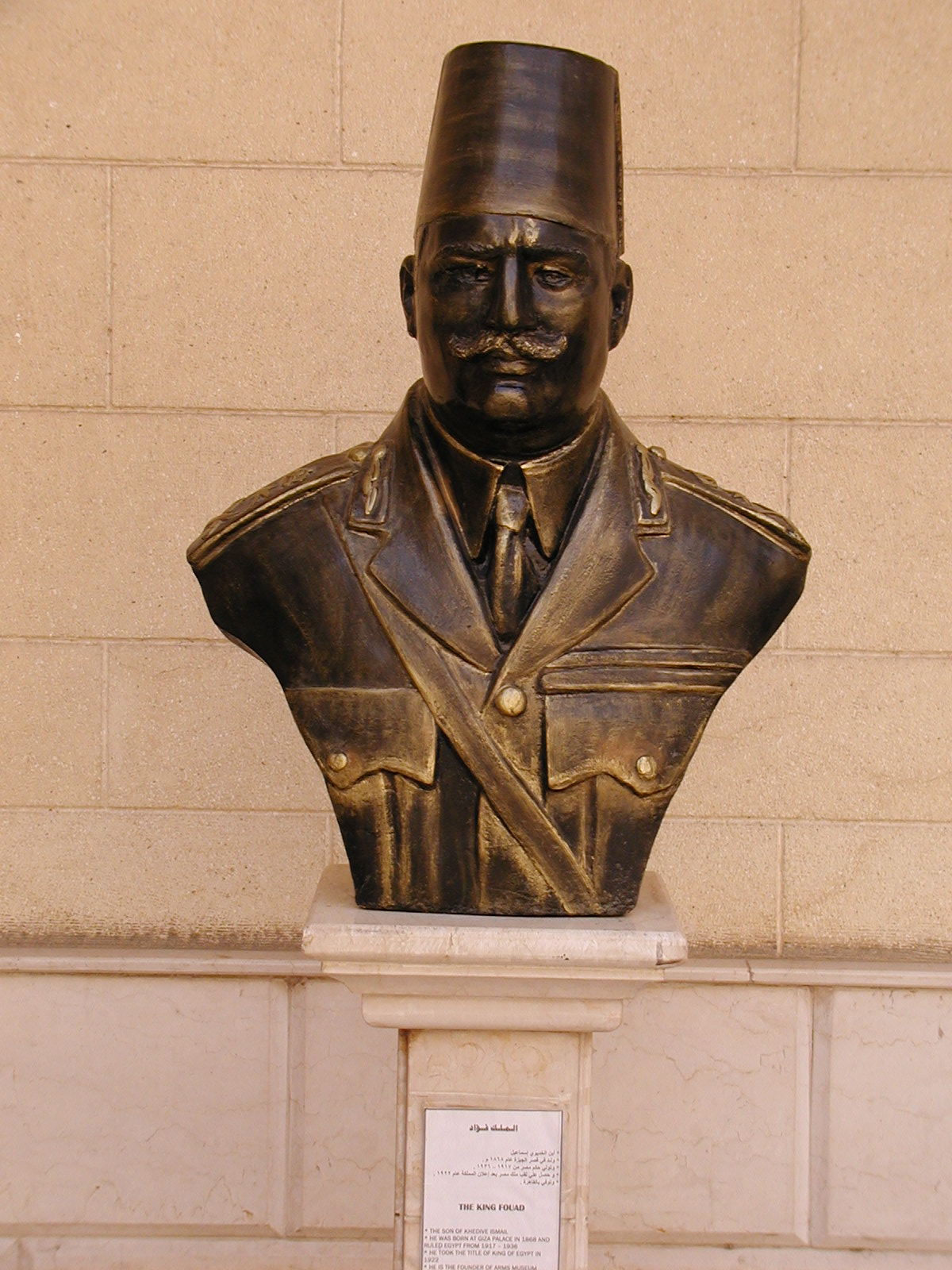
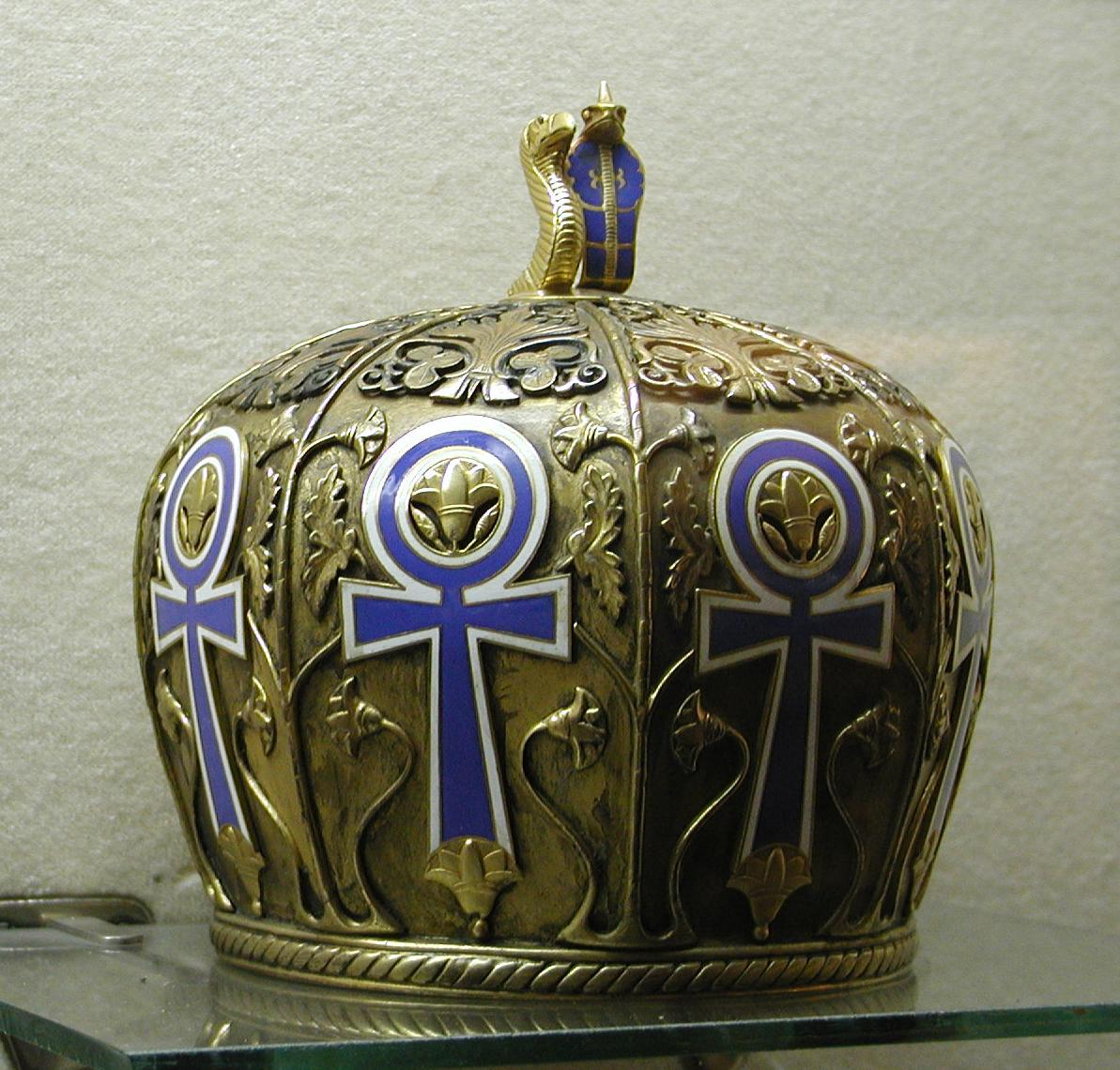
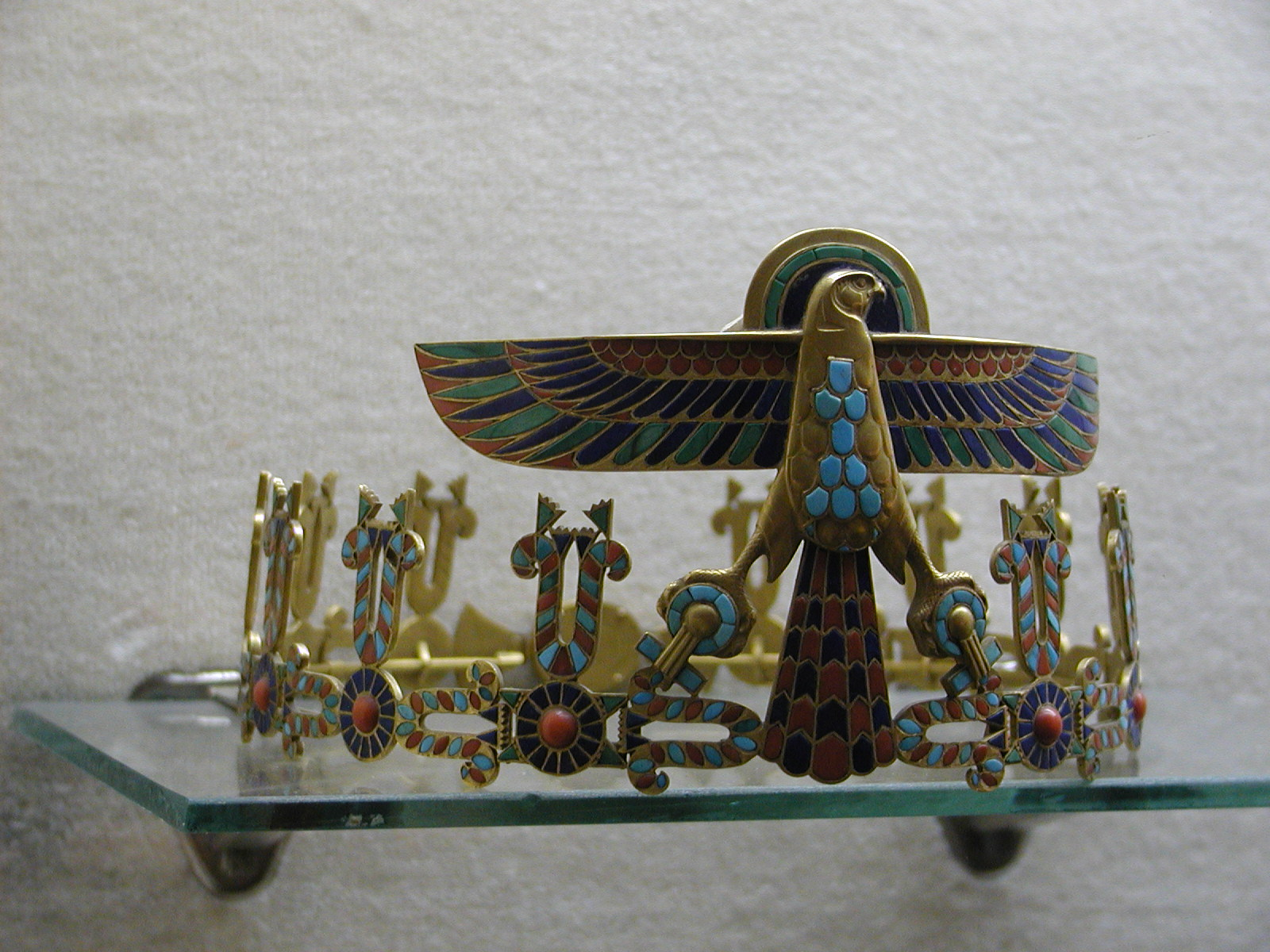
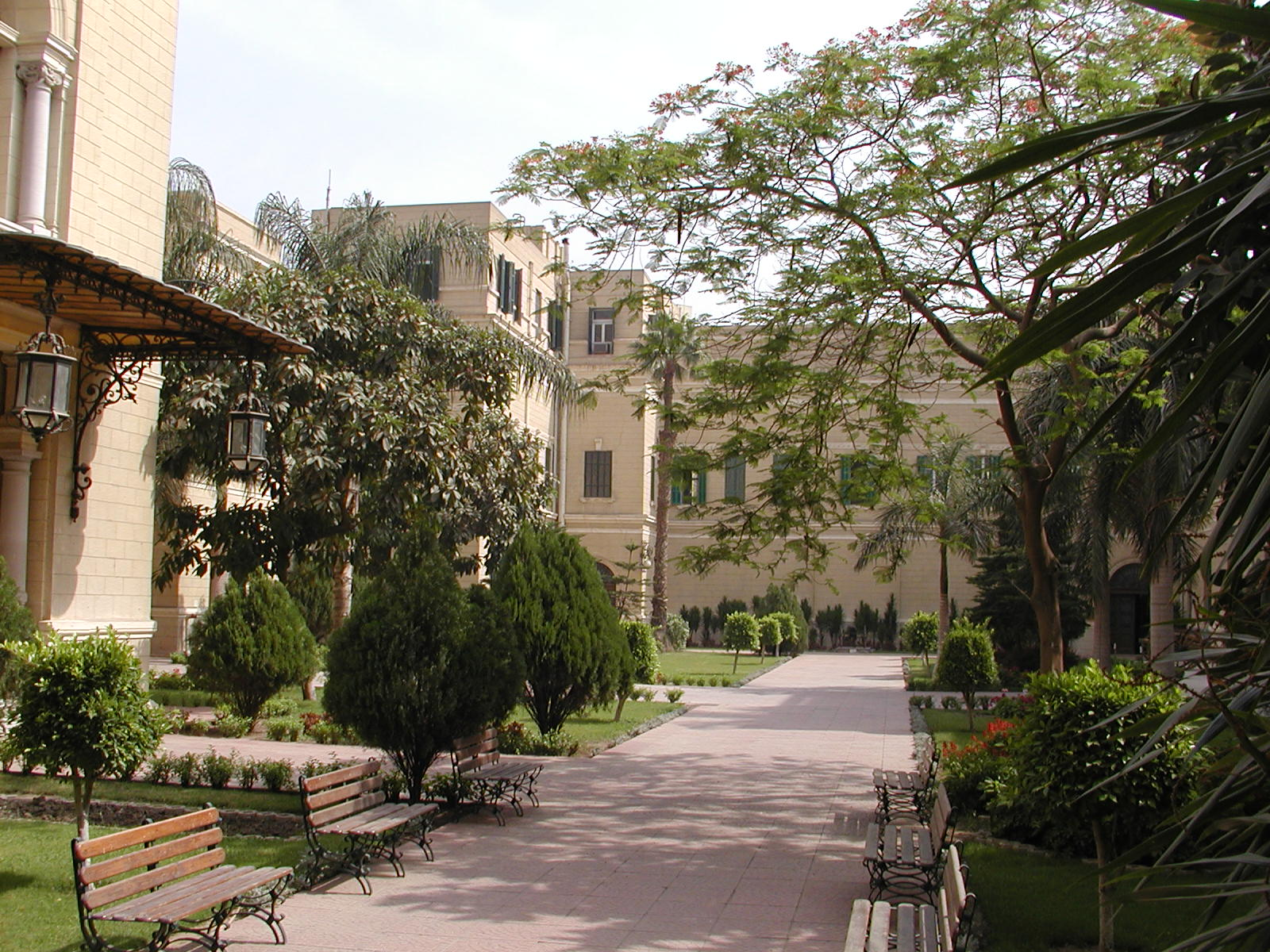
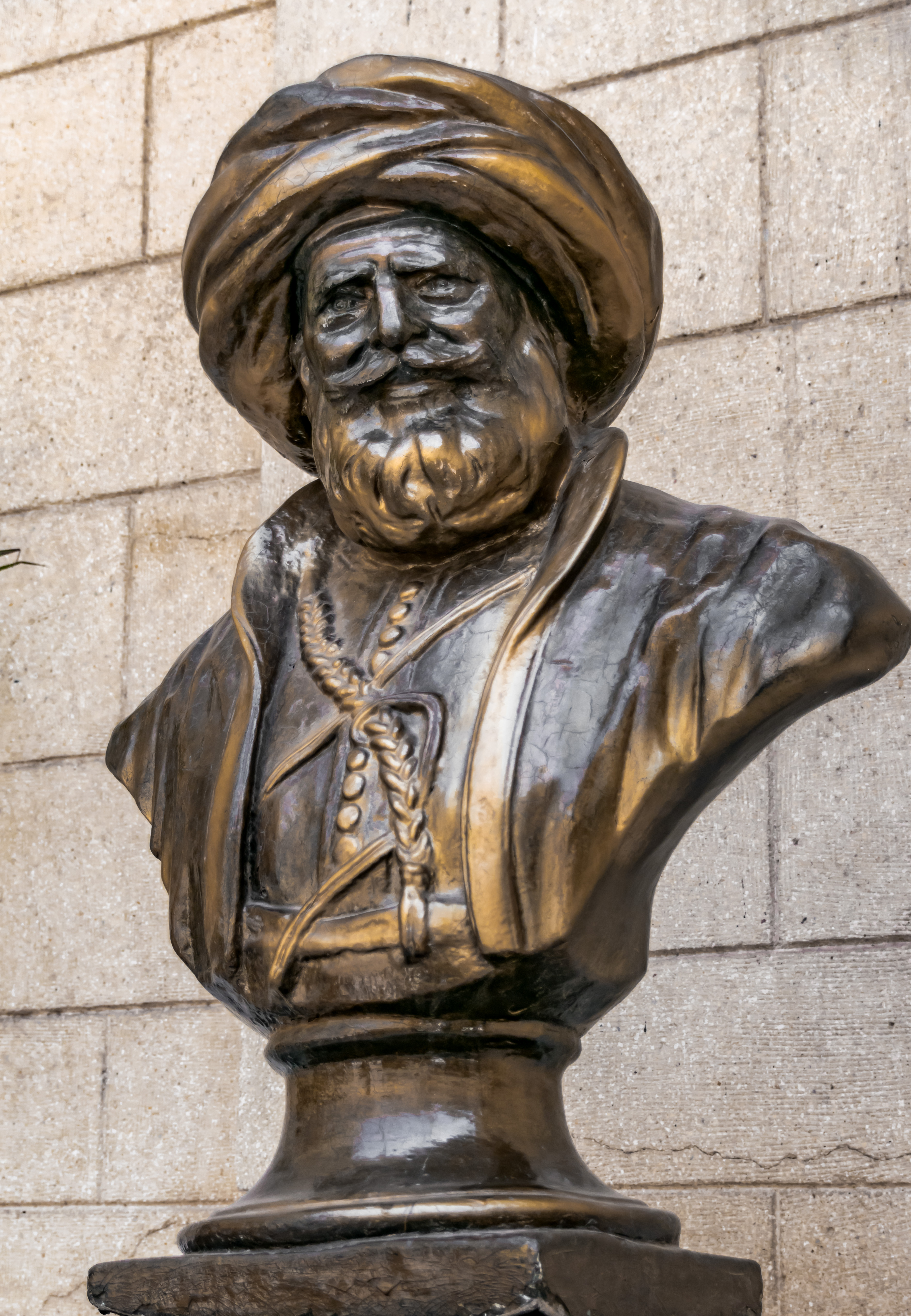
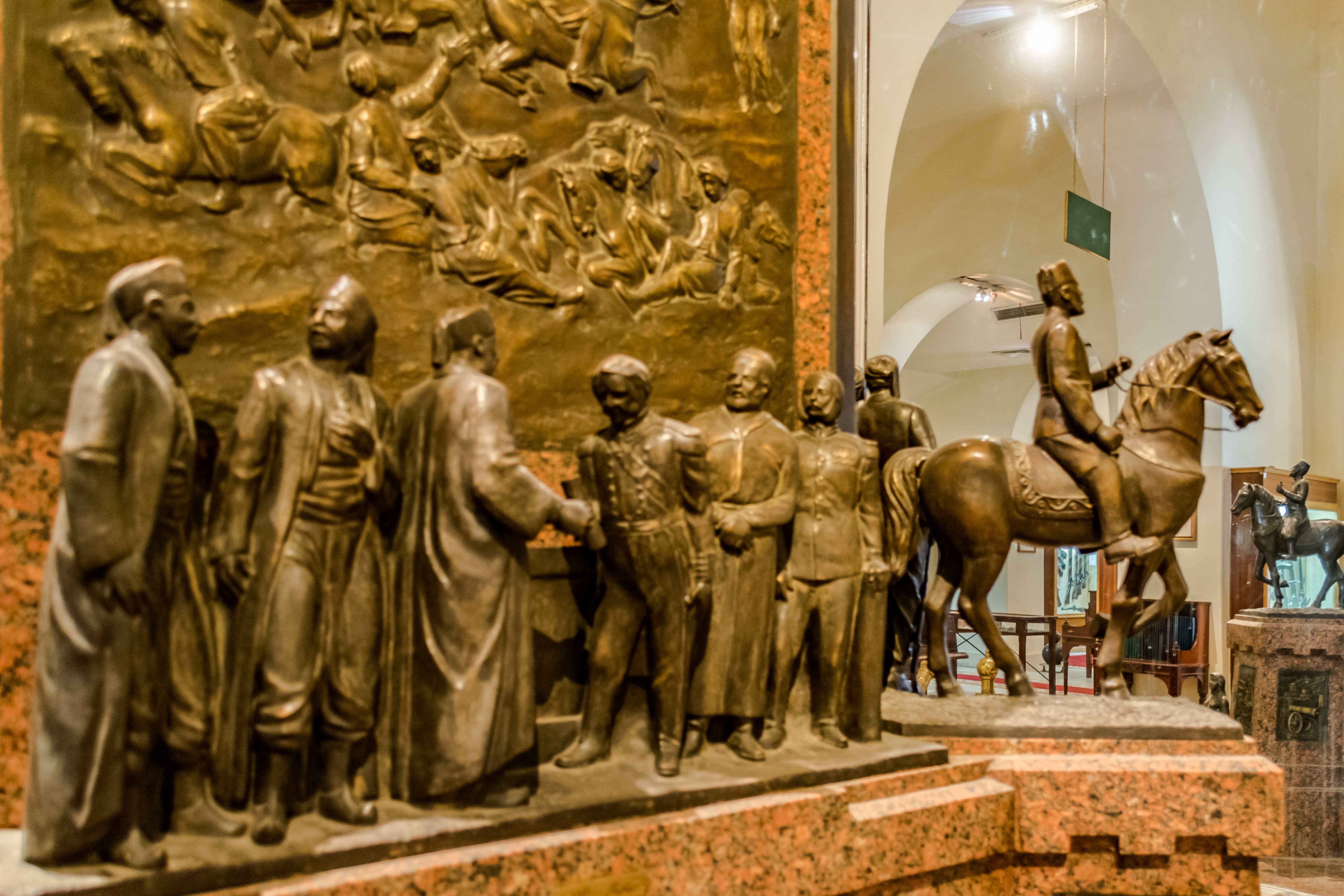
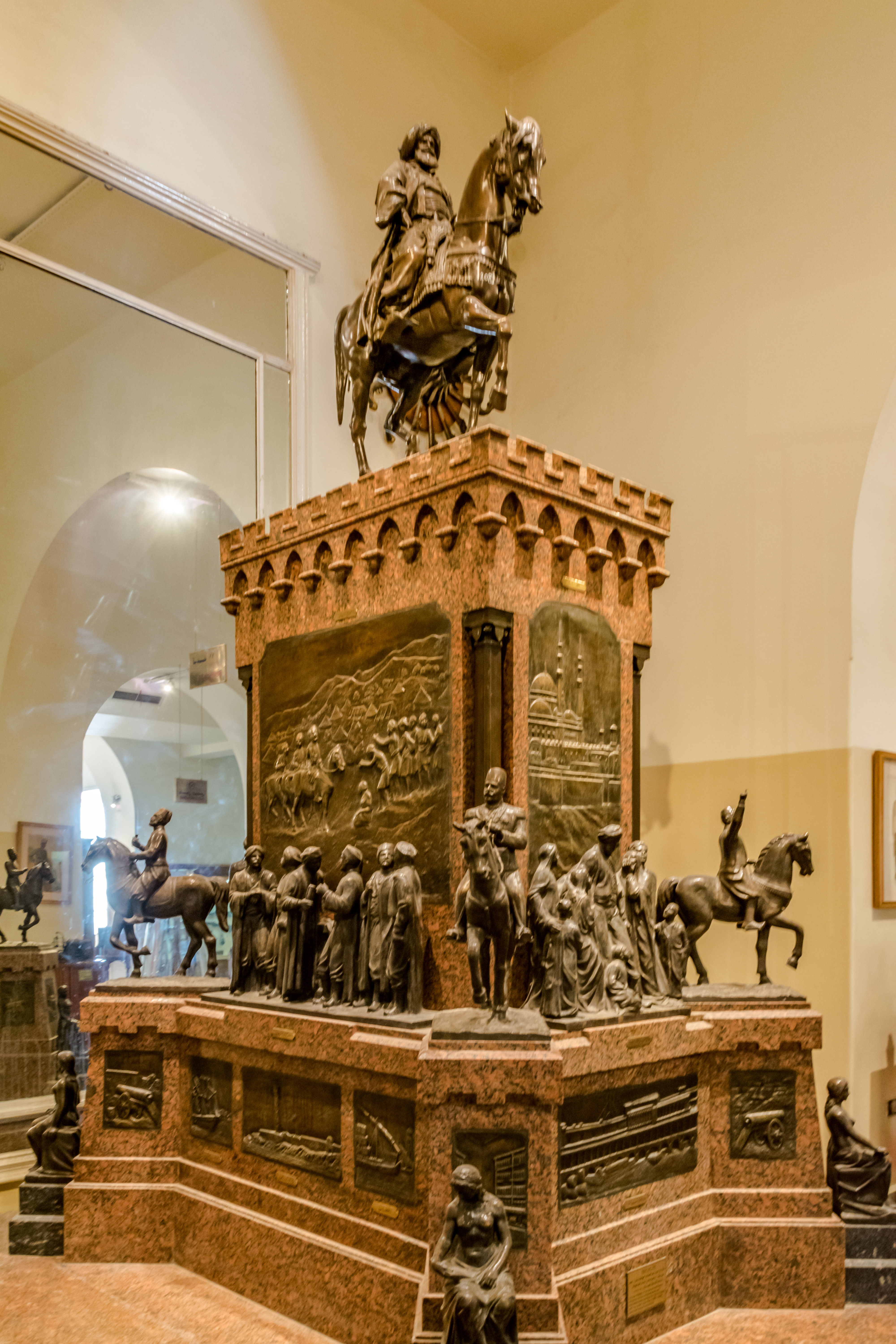
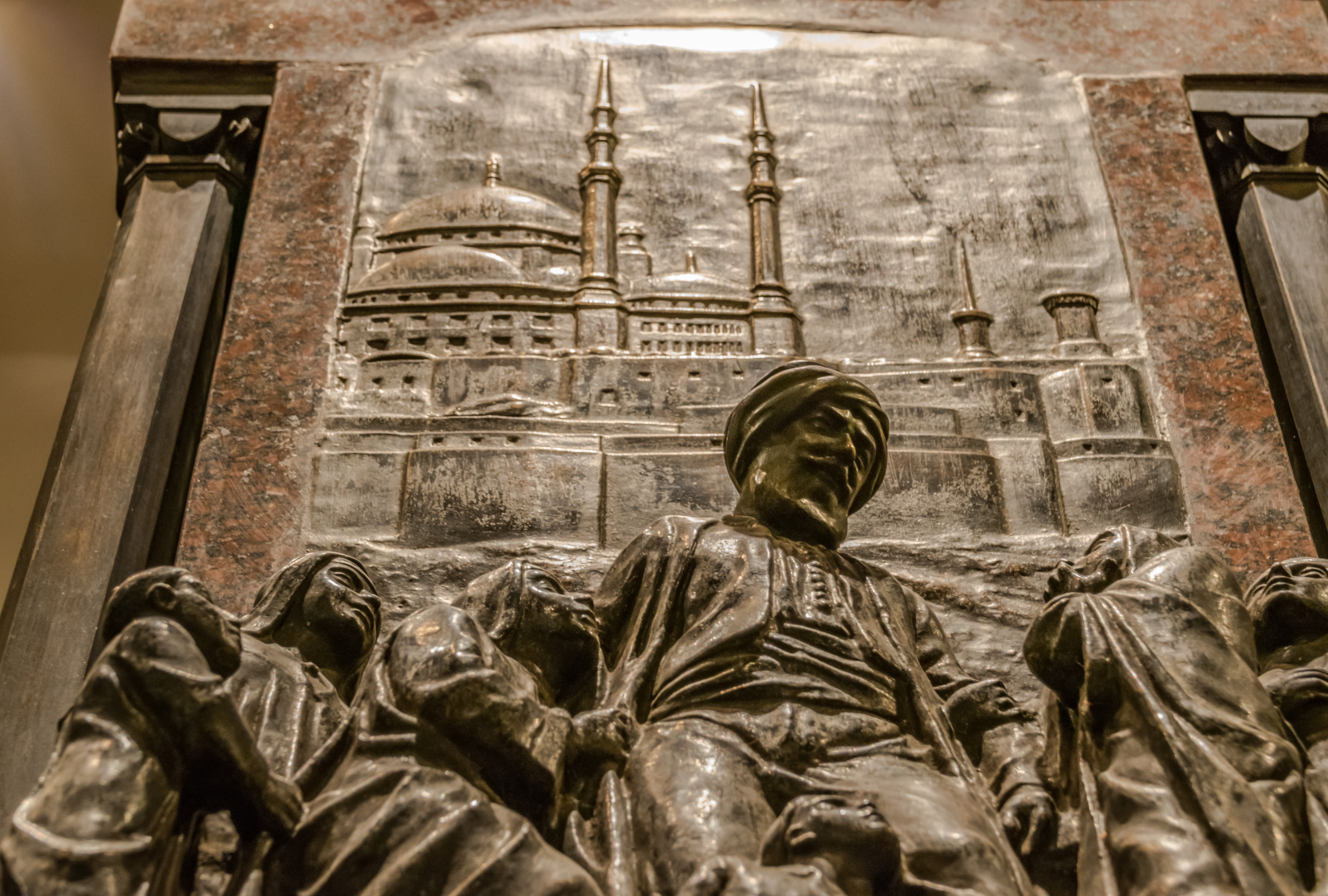
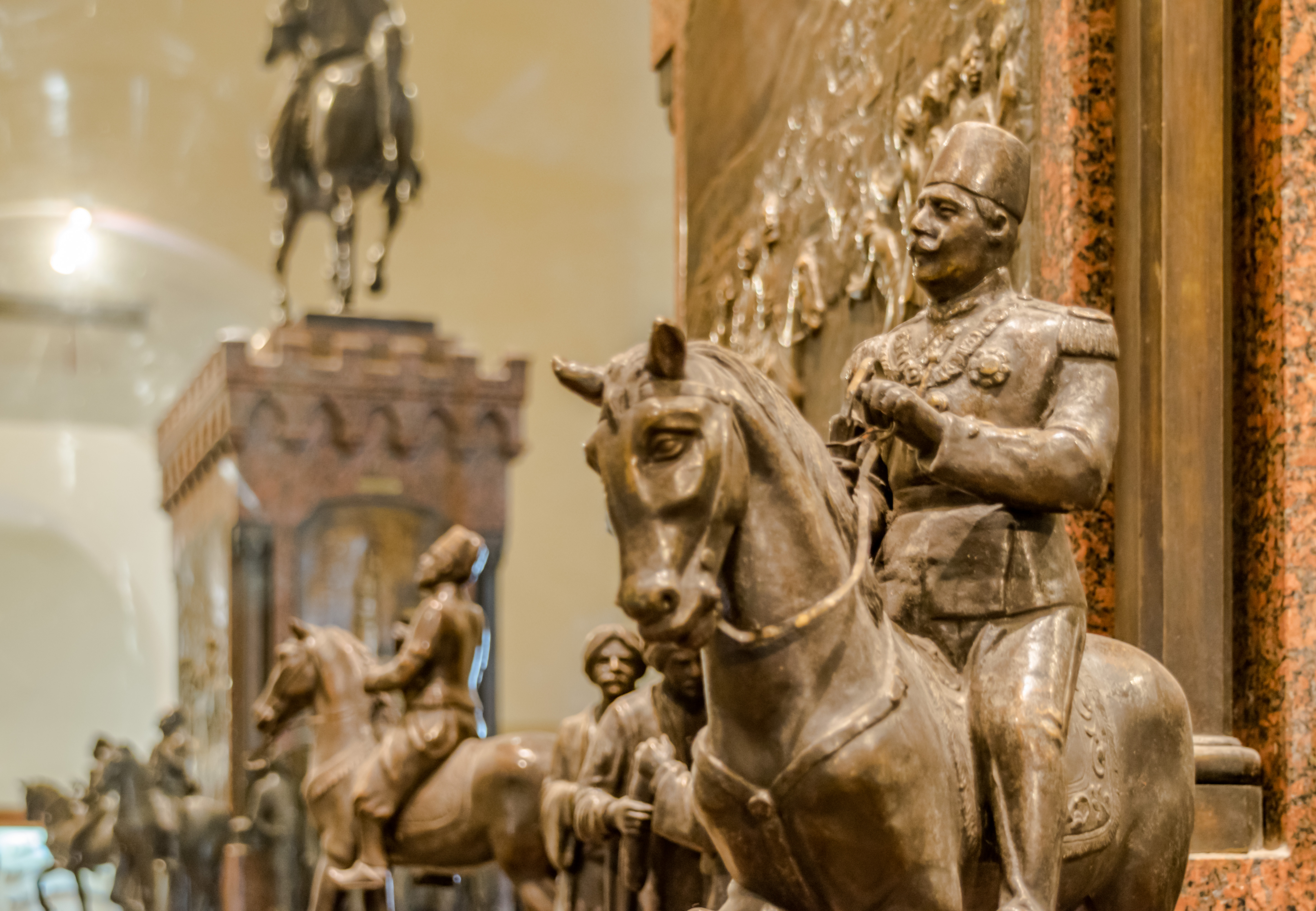